# Array CGH
La tecnica Array-CGH (Array - Comparative Genomic Hybridization) è stata sviluppata per identificare anomalie cromosomiche nei cromosomi dal n. 1 al n. 22 e nei cromosomi sessuali X e Y. Essa è in grado anche di identificare piccole porzioni cromosomiche (duplicazioni, amplificazioni, delezioni) causa di diverse patologie, sindromi malformative e malattie rare.